# 永寧縣 (定陽郡)
永寧縣，東魏武定年間(543-550年)定陽郡郡治定陽縣為西魏佔領後，南汾州定陽郡僑置今山西省鄉寧縣界，領1縣，戶54，口190。《北周地理志》謂可能即中陽郡治昌寧縣，歷屬西魏、北齊，北齊天寶七年省並郡縣廢。在今山西省鄉寧縣。